# Сюндюково
Сюндю́ково (рос. Сюндюково, чув. Çичĕпӳрт) — присілок у складі Маріїнсько-Посадського району Чувашії, Росія. Входить до складу Бічурінського сільського поселення.
Населення — 408 осіб (2010; 405 у 2002).
Національний склад:
- чуваші — 98 %